# 大手町パルビル
大手町パルビル（おおてまちパルビル）は、東京都千代田区大手町に建っていたオフィスビルである。

## 歴史
1961年に竣工し、千代田区内幸町に新本店ビルが完成するまで日本長期信用銀行が本店を置いていた。1994年8月1日に大手消費者金融会社のプロミス（2012年にSMBCコンシューマーファイナンスに社名変更）が本社として使用開始。2002年に、竹中工務店の施工により「デザインフレーム」を採用した耐震補強工事を実施。2011年3月にプロミスは本ビルを720億円で三井物産と三井不動産（各50%ずつの持分）に売却した。譲渡益による過払金返還対応が目的で、リースバックにより引き続きプロミスが使用した。2013年9月23日にSMBCコンシューマーファイナンスは本ビルより転出し、東京都中央区銀座の歌舞伎座タワーに移転した。

## 再開発
三井物産と三井不動産は共同で、本ビルと西隣の三井物産ビル、三井不動産が所有する北隣の大手町一丁目三井ビルディング（旧 三井生命大手町ビル）を一体で建替える。2015年より解体に着手し、2020年にOtemachi Oneとして開業した。